# Leptodactylus sertanejo
Espèce
Statut de conservation UICN

 LC  : Préoccupation mineure
Leptodactylus sertanejo est une espèce d'amphibiens de la famille des Leptodactylidae.

## Répartition
Cette espèce est endémique de l'État du Minas Gerais au Brésil. Elle se rencontre entre 750 et 850 m d'altitude dans la municipalité d'Uberlândia,.

## Étymologie
Le nom spécifique sertanejo vient du portugais sertanejo, et désigne les gens qui vivent dans la nature loin de toute civilisation. Ce terme peut aussi se référer à de la musique country brésilienne et fait référence au mode de vie préféré des descripteurs, fait de beaucoup de sorties nature ainsi que de l'écoute de la musique brésilienne.

## Publication originale
- Giaretta & Costa, 2007 : A redescription of Leptodactylus jolyi Sazima and Bokermann (Anura, Leptodactylidae) and the recognition of a new closely related species. Zootaxa, no 1608, p. 1–10.